# Apolinary Garlicki
Apolinary Włodzimierz Garlicki (ur. 23 lutego 1872 w Czyszkach, zm. 1940 w Kijowie) – polski socjolog, historyk, poseł i senator II Rzeczypospolitej, działacz samorządowy i społeczny, nauczyciel gimnazjalny, zamordowany przez NKWD na Ukrainie w ramach zbrodni katyńskiej. 

## Życiorys

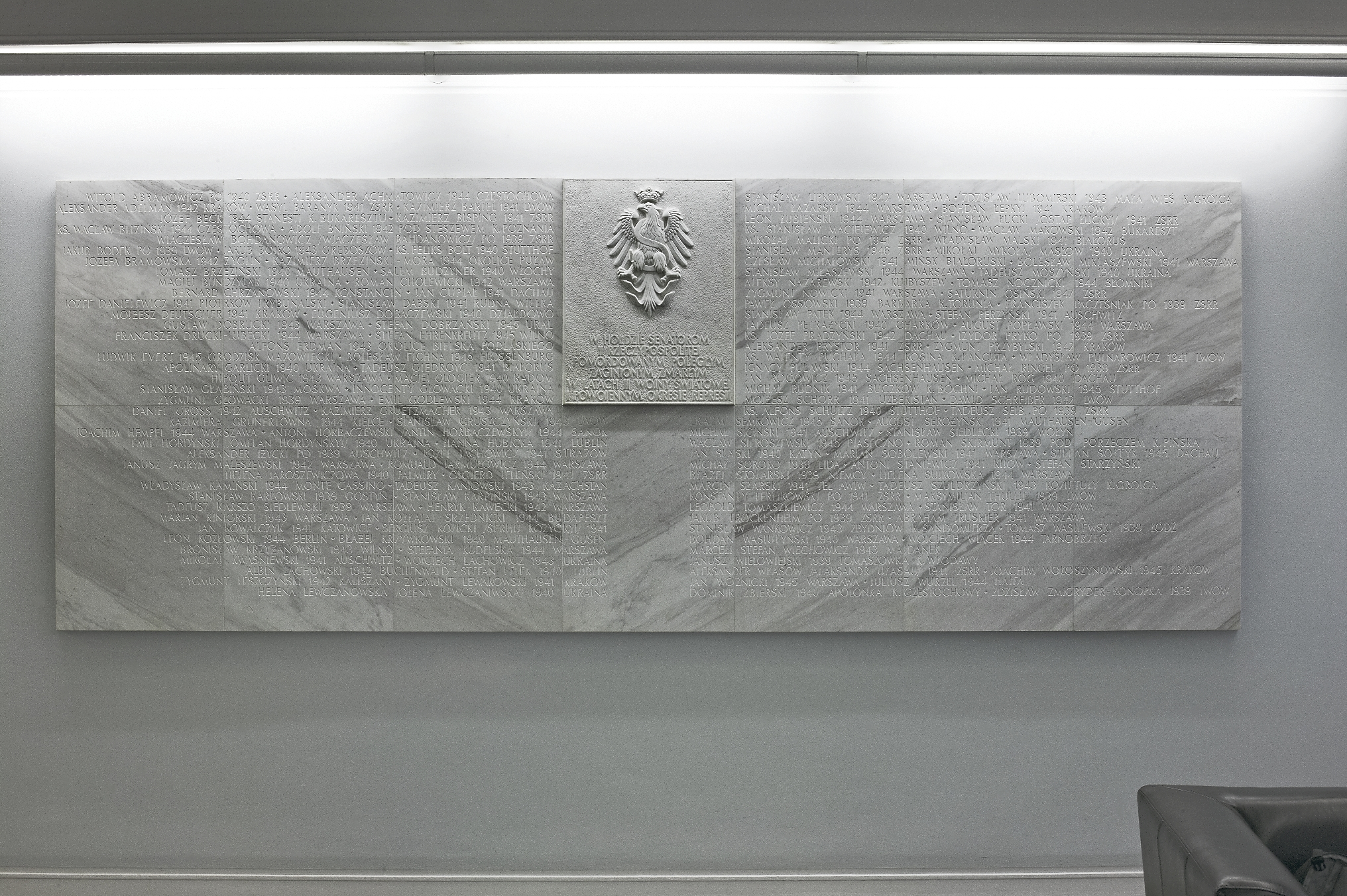
Tablica pamiątkowa w Senacie RP

Urodził się 23 lutego 1872 w Czyszkach. Był synem Antoniego, agronoma i powstańca styczniowego, oraz Celestyny z Kropińskich. Był wyznania rzymskokatolickiego. W 1891 zdał egzamin dojrzałości w C. K. Gimnazjum w Przemyślu. Działał w tajnym ruchu niepodległościowym na obszarze Galicji i był wówczas zagrożony aresztowaniem. Studiował historię i geografię na Uniwersytecie Lwowskim. Podczas czwartego roku studiów na Wydziale Filozoficznym Uniwersytetu Lwowskiego w 1899 otrzymał stypendium fundacji Barczewskiego. W trakcie studiów brał udział w demonstracji studenckiej, podczas której w trakcie balu karnawałowego wniesiono na salę trumnę, jako znak żałoby narodowej. Sprawa zakończyła się aresztowaniami, chociaż ostatecznie nikomu nie wytoczono procesu. Absolutorium uzyskał dopiero w 1899 roku, w międzyczasie pracując zarobkowo w dziale wydawnictw szkolnych Ossolineum. Odbył roczną służbę w armii austriackiej.
Po ukończeniu studiów i rocznej służby wojskowej podjął pracę nauczyciela 1 września 1899. Pracował jako nauczyciel w C. K. IV Gimnazjum we Lwowie (1899-1900), w I Gimnazjum Rzeszowie (1901-1905, jako zastępca nauczyciela) i w C. K. Gimnazjum Męskim w Sanoku (po złożenia egzaminu 14 lutego 1905 – jako nauczyciel rzeczywisty mianowany 1 września 1905 do 1907; uczył historii, geografii, historii naturalnej, zawiadowca zbioru map i obrazów)), zaś od 30 lipca 1907 w swoim macierzystym gimnazjum w Przemyślu, gdzie pracował przez ponad 20 lat. Był działaczem przemyskiego Towarzystwa Przyjaciół Nauk, redaktorem „Rocznika Przemyskiego”, publicystą także innych lokalnych czasopism: „Ziemi Przemyskiej” i „Tygodnika Przemyskiego”. Występował jako zwolennik teorii Darwina. W 1917 roku opublikował broszurę Co to jest eugenika, w 1924 roku pracę Zagadnienia biologiczno-społeczne, z pogranicza socjologii i nauk przyrodniczych.
Wkrótce zaczął angażować się politycznie, początkowo jako członek Związku Strzeleckiego, następnie zwolennik i działacz Narodowej Demokracji. Był sekretarzem przemyskiej Rady Narodowej (1918–1919), prezesem i wiceprezesem Zjednoczenia Towarzystw Polskich w Przemyślu, w 1921 roku uczestniczył w zjeździe Obywatelskiego Komitetu Obrony Państwa w Warszawie. Był znany jako doskonały mówca. Po zamachu majowym zbliżył się do obozu rządowego, wstępując do BBWR. W latach 1928–1939 był radnym Przemyśla, w 1928 roku został posłem na Sejm RP II kadencji, wybrany w okręgu wyborczym nr 48. W 1930 roku został wybrany do Senatu RP III kadencji z województwa lwowskiego.
Apolinary Garlicki był również znanym taternikiem, wykonał między innymi pierwsze odnotowane wejście na Żabi Szczyt Niżni (1903). Należał do Klubu Wysokogórskiego i Towarzystwa Tatrzańskiego. Zajmował się również fotografią, zdjęcia jego autorstwa zilustrowały Przewodnik po Przemyślu Mieczysława Orłowicza.
Po wybuchu II wojny światowej podczas trwającej kampanii wrześniowej w Przemyślu na urząd prezydenta miasta został powołany Władysław Baldini, który pełnił urząd z radnymi Tadeuszem Bystrzyckim, Apolinarym Garlickim, Michałem Romanowskim i Eugeniuszem Złotnickim do 28 września 1939. Po agresji ZSRR na Polskę z 17 września 1939 na terenach wschodnich II Rzeczypospolitej został aresztowany przez sowietów. Został uwięziony przez NKWD w Przemyślu, później we Lwowie. W 1940 został zamordowany w więzieniu NKWD w Kijowie przy ul. Karolenkiwskiej 17. Jego nazwisko znalazło się na tzw. Ukraińskiej Liście Katyńskiej opublikowanej w 1994 (został wymieniony na liście wywózkowej 55/2-24 oznaczony numerem 744). Został pochowany na otwartym w 2012 Polskim Cmentarzu Wojennym w Kijowie-Bykowni.
Był stryjem generała prof. Mariana Garlickiego.. Został upamiętniony na tablicy pamiątkowej odsłoniętej 3 lipca 1999 w gmachu Senatu RP ku czci senatorów II RP, którzy zginęli w czasie II wojny światowej i okresie powojennych represji.

## Odznaczenia
austro-węgierskie
- Brązowy Medal Jubileuszowy Pamiątkowy dla Sił Zbrojnych i Żandarmerii[12].
- Krzyż Jubileuszowy dla Cywilnych Funkcjonariuszów Państwowych[12].